# Joona Räsänen
Joona Juhani Räsänen, född 24 februari 1987 i Lojo, är en finländsk socialdemokratisk politiker. Han var ledamot av Finlands riksdag 2015–2019. Till utbildningen är han tradenom.
Räsänen blev invald i riksdagen i riksdagsvalet i Finland 2015 med 5 024 röster från Nylands valkrets.